# 裕华镇
裕华镇，是中华人民共和国四川省南充市阆中市曾经下辖的一个镇。2019年10月，撤销裕华镇和垭口乡，将其所属行政区域划归江南街道管辖。

## 行政区划
裕华镇撤销前下辖以下地区：
城隍垭村、七宝村、千佛岩村、明垭子村、老土地村、玉清村、钟山村、二龙宫村和永乐村。